# Ajax Motors Corporation
Ajax Motors Corporation war ein US-amerikanischer Hersteller von Automobilen und Nutzfahrzeugen.

## Unternehmensgeschichte
Das Unternehmen wurde 1920 in Boston in Massachusetts gegründet. Die Produktion von Automobilen und Lastkraftwagen begann. Der Markenname lautete Ajax. 1921 endete die Produktion. Walker-Johnson Truck Company übernahm das Unternehmen.

## Pkw
Das einzige Modell hatte einen Sechszylindermotor mit 55 PS Leistung, der von Continental stammte. Das Fahrgestell hatte 295 cm Radstand. Der offene Tourenwagen bot Platz für fünf Personen.